# Um Dia... Meu Primeiro Amor
"Um Dia... Meu Primeiro Amor" é uma canção da cantora pop brasileira Wanessa Camargo, presente em seu terceiro álbum de estúdio, o homônimo Wanessa Camargo, lançado em 2002. A canção tem uma versão em inglês, "My Sweet Someday", gravada também para o álbum. Foi lançada como primeiro single do álbum, sendo lançada no dia 5 de novembro de 2002.

## Desenvolvimento
Originalmente a faixa foi composta em língua inglesa pelos músicos estadunidenses Jason Deere, Natalee Falk e Alexa Falk, intitulada "My Sweet Someday", e comprada pela Sony BMG durante a produção do terceiro álbum de Wanessa. Visando que a faixa tinha potencial radiofônico para ser comercializada, a gravadora convocou o compositor Dudu Falcão para escrever a versão em língua portuguesa, a qual recebeu o nome de "Um Dia... Meu Primeiro Amor". A produção ficou por conta de César Lemos, enquanto a mixagem e a parte de percussão foi realizada por Silvio Richetto. Após finalizado o processo de produção do álbum, "Um Dia... Meu Primeiro Amor" foi escolhido para ser lançado como primeiro single oficial do trabalho, sendo lançada nas rádios brasileiras no dia 5 de novembro de 2002.

## Videoclipe
O vídeo conta a história de uma garota que procura o homem de sua vida e conhece sete pretendentes, cada um representando um dos pecados capitais (gula, inveja, orgulho, avareza, luxúria, preguiça e a ira).

## Lista de faixas
Download digital
1. Um Dia... Meu Primeiro Amor - 3:27

## Histórico de lançamento
| País   | Data                  | Formato(s) | Gravadora |
| ------ | --------------------- | ---------- | --------- |
| Brasil | 5 de novembro de 2002 | Airplay    | Sony BMG  |